# Egon, der Frauenheld
Egon, der Frauenheld ist ein deutsches Filmlustspiel aus dem Jahre 1957 von Hans Albin mit Theo Lingen in der Titelrolle.

## Handlung
Egon und sein Kumpel Edi arbeiteten einst als Stallburschen beim Zirkus. Heute sind sie arbeitslos und leben mehr schlecht als recht ein Vagabundendasein auf der Straße. Ihrer beider große Liebe Auguste geht es kaum besser; die einstige Zirkusreiterin verdingt sich heute als „Mädchen für alles“ auf dem heruntergekommenen Schloss des zauseligen Grafen Botho von Altenbruch, dessen liebster Zeitvertreib das Erfinden ist. Ebenfalls auf dem Schloss ansässig ist des Grafen hochnäsige Schwester Veronika, die trotz des allgegenwärtigen Verfalls um sie herum unverdrossen in ihrer eigenen, der längst untergegangenen Welt reichsgräflicher Herrlichkeit lebt und dementsprechend auf Etikette größtmöglichen Wert legt. Umso entsetzter ist Veronika, als der einfache Förstersohn Heinz um die Hand der Grafentochter Charlotte anhält. Erwartungsgemäß erhält Charlotte auf Nachfrage von Vater Botho ein klares „nein“ als Antwort auf die Frage, ob dieser der Eheschließung mit einem Bürgerlichen zustimmen würde. Lange Zeit gehörte das Herz der innerlich verhärmten Veronika ihrem Vetter Bobby, der jedoch nach einem innerfamiliären Zerwürfnis Europa verlassen hatte und nach Amerika auswanderte. Hier hatte er es zu einem ebenso wohlhabenden wie erfolgreichen Filmproduzenten gebracht. Inzwischen heimgekehrt, weiß Charlotte nicht, dass sich Vetter Bobby ganz in der Nähe, bei seinem alten Freund, dem Förster Palfinger, aufhält.
Der Versuch Egons und Edis, beider alte Liebe zu Auguste wieder aufzuwärmen, ist ziemlich schnell gescheitert, da die einstige Kunstreiterin sie ohne viel Federlesen aus dem Schloss hinauswirft. Augustes ganzer Stolz ist eine kleine Hühnerfarm, die sie aufgebaut hat, um den gräflichen Haushalt regelmäßig mit Eiern versorgen zu können. Lediglich der Eierklau durch einen bislang ungefassten Dieb bereitet ihr ein wenig Kummer. Dank eines Gesprächs, das Charlotte und Heinz miteinander führen, weiß nun auch Veronika, dass Vetter Bobby wieder im Lande ist. Sie berichtet ihrem Bruder Botho davon, und beide nehmen an, dass auf kurz oder lang der „verlorene Sohn“ inkognito auf dem Schloss als verkleideter Besucher eintreffen wird. Derweil wird der hungrige Egon beim Eierklau erwischt und auf das Schloss gebracht. Zu seinem großen Erstaunen wird er dort überaus freundlich begrüßt, hält man ihn doch für eben jenen Bobby, mit dem er eine verblüffende Ähnlichkeit besitzt. Da Egon von seiner Anwesenheit auf dem Anwesen nur Vorzüge erfährt, schaltet der vagabundierende Habenichts schnell und spielt die Rolle des Spätheimkehrers Bobby so gut er eben kann. Lediglich der hauseigene Kammerdiener Schnuller beäugt ihn misstrauisch.
Derweil erfährt Bobby durch Heinz und den Kammerdiener von der Charade seines Doppelgängers Egon auf dem Schloss und ist darüber recht amüsiert. Als Edi, auf der Suche nach Kumpel Egon, hinzukommt, ist er erstaunt, diesen im Schoße der gräflichen Familie anzutreffen. Um nicht aufzufliegen, stellt Egon Edi geistesgegenwärtig als seinen Sekretär vor, der daraufhin von Graf Botho gleichfalls willkommen geheißen wird. Dass Graf Bothos Bemühen um den falschen Vetter Bobby einen ganz praktischen Grund hat – er erhofft sich, am Dollarsegen des Filmmoguls teilzuhaben – weiß Egon alias Bobby natürlich noch nicht. Als die handgreifliche Filmdiva Pia de Luffy auftaucht, erkennen Egon und Edi, dass ihre Tarnung demnächst auffliegen könnte, und beide Hallodris planen ihre Flucht vom Schloss. Als nun auch noch der richtige Filmmogul Bobby auf dem Schloss erscheint, ist Egon, der Frauenheld geplatzt. Bobbys Versuche, seinen Vetter Botho und Cousine Veronika davon zu überzeugen, dass nicht Egon, sondern er selbst der echte Bobby ist, führen dazu, dass Veronika erst einmal in Ohnmacht fällt und Botho nun zu allem ja und amen sagt, nur um doch noch irgendwie in den Genuss erhoffter Dollarmillionen zu kommen. Selbst als man von Bodo verlangt, dass er der unstandesgemäßen Ehe seiner Tochter Charlotte mit Heinz zustimmt, gibt der Alte zähneknirschend nach. Schließlich wird dann auch noch Kammerdiener Schnuller als der eigentliche Eierdieb entlarvt, der aber nur deshalb zulangte, weil er auf dem Schloss nichts zu essen bekam. Selbst für Egon und Edi soll sich alles zum Besseren wenden, denn Bobby verspricht, die beiden bei seiner Rückkehr in die Staaten mitzunehmen: Denn im Land der unbegrenzten Möglichkeiten haben selbst Tramps wie sie die Chance zu Glück und Reichtum, wie man an Bobbys Beispiel sehen könne.

## Produktionsnotizen
Egon, der Frauenheld entstand Mitte 1957 im Filmatelier Göttingen und wurde am 4. Oktober desselben Jahres im Münchner Filmeck uraufgeführt. 
Co-Produzent Walter Hoessig übernahm auch die Produktionsleitung, Curt Stallmach gestaltete die Filmbauten.

## Kritiken
„Theo Lingen sorgt in diesem derb-doofen Schwank als Landstreicher und erfolgreicher Filmmensch für sattsam bekannte Turbulenzen“.
Im Lexikon des Internationalen Films heißt es knapp: „Unsinniger, derb-komischer Verwechslungsschwank.“